# Championnat d'Allemagne de football 2000-2001
Navigation
Bundesliga
1999-2000 Bundesliga
2001-2002
La saison 2000-2001 de Bundesliga était la trente-huitième édition de la première division allemande.
Lors de cette saison, le Bayern Munich a conservé son titre de champion d'Allemagne face aux dix-sept meilleurs clubs allemands lors d'une série de matchs se déroulant sur toute l'année.
Chacun des dix-huit clubs participant au championnat a été confronté à deux reprises aux dix-sept autres.
Neuf places étaient qualificatives pour les compétitions européennes, la dixième étant celle du vainqueur de la DFB-Pokal 2000-2001.
Le Bayern Munich a été sacré champion d'Allemagne pour la dix-septième fois.

## Les 18 clubs participants

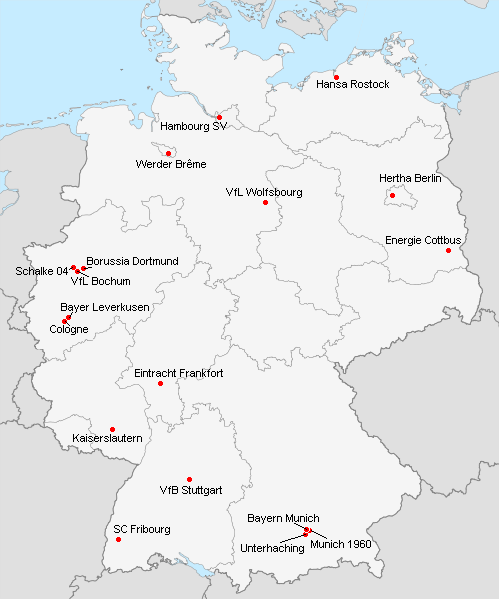
Localisation des clubs engagés dans le championnat.

| Club                | Stade                    | Capacité | Ville                 |
| ------------------- | ------------------------ | -------- | --------------------- |
| Bayer Leverkusen    | BayArena                 | 22 500   | Leverkusen            |
| Bayern Munich       | Olympiastadion           | 63 000   | Munich                |
| Borussia Dortmund   | Westfalenstadion         | 68 800   | Dortmund              |
| Eintracht Francfort | Waldstadion              | 25 000   | Francfort-sur-le-Main |
| Energie Cottbus     | Stadion der Freundschaft | 18 000   | Cottbus               |
| FC Cologne          | Müngersdorfer Stadion    | 50 374   | Cologne               |
| FC Kaiserslautern   | Fritz-Walter-Stadion     | 46 600   | Kaiserslautern        |
| Hambourg SV         | AOL Arena                | 57 274   | Hambourg              |
| Hansa Rostock       | Ostseestadion            | 29 000   | Rostock               |
| Hertha Berlin       | Olympiastadion           | 74 228   | Berlin                |
| Munich 1860         | Olympiastadion           | 63 000   | Munich                |
| SC Fribourg         | Badenova-Stadion         | 24 918   | Fribourg-en-Brisgau   |
| Schalke 04          | Parkstadion              | 61 673   | Gelsenkirchen         |
| SpVgg Unterhaching  | Generali Sportpark       | 15 100   | Unterhaching          |
| VfB Stuttgart       | Gottlieb-Daimler-Stadion | 58 000   | Stuttgart             |
| VfL Bochum          | Ruhrstadion              | 31 328   | Bochum                |
| VfL Wolfsburg       | VfL-Stadion am Elsterweg | 21 600   | Wolfsburg             |
| Werder Brême        | Weserstadion             | 42 358   | Brême                 |

## Compétition

### Pré-saison

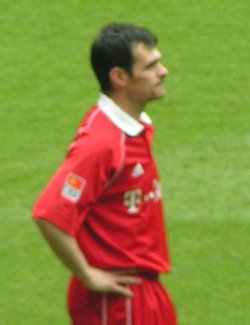
Willy Sagnol, le joueur de l'AS Monaco signe au Bayern Munich lors du mercato.

À l'orée de la trente-huitième édition de la 1.Bundesliga, le championnat semblait se rééquilibrer à la suite de l'incroyable fin de saison de l'année précédente. En effet, le Bayer Leverkusen qui était passé à côté du titre à cause de la différence de buts, était attendu de pied ferme par le Bayern Munich qui une fois de plus se présentait comme le principal candidat à sa propre succession.
Le public allemand attendait également la confirmation du Hambourg SV et du Munich 1860 après leurs très bonnes performances la saison précédente.
Il fallait également compter sur le FC Cologne qui retrouvait la 1.Bundesliga après deux saisons passé au niveau inférieur. Les deux autres promus, le VfL Bochum et l'Energie Cottbus espérait quant à eux faire bonne figure face aux cadors allemands.
Le Werder Brême toujours performant en DFB-Pokal (finaliste lors de la saison précédente) souhaitait arriver à trouver la même réussite en championnat.
La saison a été ouverte par la Liga-Pokal qui regroupait les six meilleurs clubs qualifiés pour des compétitions européennes, la finale a été remportée pour la quatrième année consécutive par le Bayern Munich, à la BayArena de Leverkusen, sur le score de cinq buts à un face au Hertha Berlin.

### Moments forts de la saison

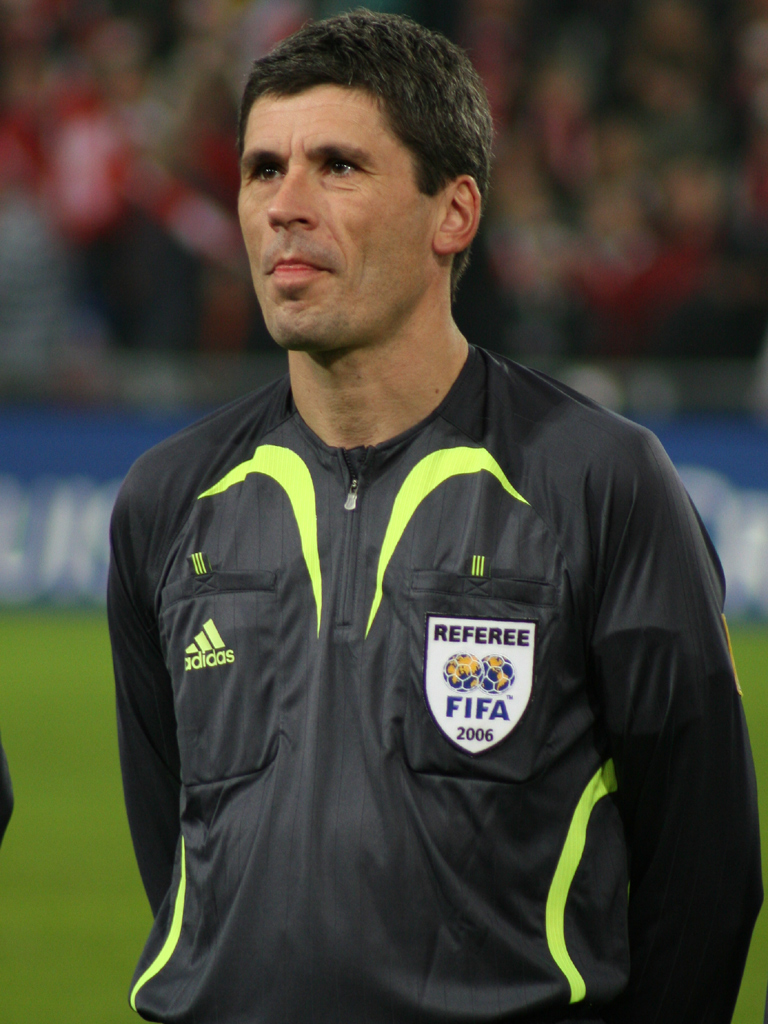
Markus Merk, l'arbitre du match opposant le Bayern Munich au Hambourg SV.

Pour la seconde année consécutive, le titre de champion s'est décidé lors de la dernière journée. Mais la fin de saison est restée gravée comme la plus mémorable des fins de championnat de 1.Bundesliga. En effet, alors que le FC Schalke 04 avait tenu la tête depuis la vingt-neuvième journée, l'équipe de Huub Stevens s'était fait rattraper à deux journées de la fin par le Bayern Munich. Cependant, ce dernier restait en mauvaise posture du fait d'une différence de buts très défavorable.
Lors de la 33e journée, les deux équipes ont été tenues en échec jusqu'à la 90e minute par le 1. FC Kaiserslautern pour les Munichois et par le VfB Stuttgart pour les joueurs de la Ruhr. C'est à cet instant qu'Alexander Zickler a donné la victoire au Bayern Munich et que, quelques secondes plus tard, Krasimir Balakov a permis au VfB Stuttgart de faire un grand pas vers son maintien en s'imposant un but à zéro. À cet instant, les Bavarois n'avaient plus besoin que d'un nul face au Hambourg SV lors de la dernière journée pour être sacrés champions.
Mais cette dernière journée a été plus riche en émotions qu'il n'aurait pu y paraître à son entame. Alors que le SpVgg Unterhaching, qui se battait pour son maintien, avait mené au score face à Schalke 04 pendant les deux tiers du match (2-3 à la 69e), Jörg Böhme aux 73e et 74e puis Ebbe Sand à la 89e minute avaient crucifié les Bavarois et permis aux supporters de croire encore au titre.
Titre qui sembla acquis lorsque le but du joueur du Hambourg SV Sergej Barbarez, à la 90e minute, a été annoncé dans le Parkstadion de Gelsenkirchen. Cependant, quatre minutes plus tard, Markus Merk, l'arbitre de la rencontre, siffla un coup franc indirect dans la surface et Patrik Andersson, servi par Stefan Effenberg, trompa Mathias Schober qui, ironie du sort, était prêté au Hambourg SV par le FC Schalke 04. Le Bayern Munich a ainsi décroché son dix-septième titre de champion d'Allemagne.
Sur la lancée de ce succès inespéré, le nouveau champion d'Allemagne a défié quelques jours plus tard le Valence CF en finale de la Ligue des champions. Et ce fut devant 74 000 spectateurs réunis au stade San Siro de Milan que les Bavarois remportèrent leur quatrième titre de champion d'Europe.

### Qualifications en coupes d'Europe
À l'issue de la saison, les clubs placés aux deux premières places du championnat se sont qualifiés pour la phase de groupes de la Ligue des champions 2001-2002, les clubs arrivés troisième et quatrième se sont quant à eux qualifiés pour le troisième tour préliminaire de cette même Ligue des champions.
Le vainqueur de la DFB-Pokal ayant fini dans les six premiers du championnat, la première des trois places en Coupe UEFA 2001-2002 est revenue au finaliste de la coupe. Les deux autres places sont revenues au quatrième et au cinquième du championnat. Ces places étaient qualificatives pour le premier tour de la compétition.
Les septième, neuvième et onzième du championnat ont quant à eux pris les trois places en Coupe Intertoto 2001.

### Classement
Le classement est établi sur le barème de points classique (victoire à 3 points, match nul à 1, défaite à 0).
Pour départager les équipes à égalité de points, on tient d'abord compte de la différence de buts générale, puis du nombre de buts marqués, puis des confrontations directes et enfin si la qualification ou la relégation est en jeu, les deux équipes jouent une rencontre d'appui sur terrain neutre.
| Rang | Équipe              | Pts | J  | G  | N  | P  | Bp | Bc | Diff |
| ---- | ------------------- | --- | -- | -- | -- | -- | -- | -- | ---- |
| 1    | Bayern Munich T     | 63  | 34 | 19 | 6  | 9  | 62 | 37 | +25  |
| 2    | Schalke 04 C        | 62  | 34 | 18 | 8  | 8  | 65 | 35 | +30  |
| 3    | Borussia Dortmund   | 58  | 34 | 16 | 10 | 8  | 62 | 42 | +20  |
| 4    | Bayer Leverkusen    | 57  | 34 | 17 | 6  | 11 | 54 | 40 | +14  |
| 5    | Hertha Berlin       | 56  | 34 | 18 | 2  | 14 | 58 | 52 | +6   |
| 6    | SC Fribourg         | 55  | 34 | 15 | 10 | 9  | 54 | 37 | +17  |
| 7    | Werder Brême        | 53  | 34 | 15 | 8  | 11 | 53 | 48 | +5   |
| 8    | FC Kaiserslautern   | 50  | 34 | 15 | 5  | 14 | 49 | 54 | -5   |
| 9    | VfL Wolfsburg       | 47  | 34 | 12 | 11 | 11 | 60 | 45 | +15  |
| 10   | FC Cologne P        | 46  | 34 | 12 | 10 | 12 | 59 | 52 | +7   |
| 11   | Munich 1860         | 44  | 34 | 12 | 8  | 14 | 43 | 55 | -12  |
| 12   | Hansa Rostock       | 43  | 34 | 12 | 7  | 15 | 34 | 47 | -13  |
| 13   | Hambourg SV         | 41  | 34 | 10 | 11 | 13 | 58 | 58 | 0    |
| 14   | Energie Cottbus P   | 39  | 34 | 12 | 3  | 19 | 38 | 52 | -14  |
| 15   | VfB Stuttgart       | 38  | 34 | 9  | 11 | 14 | 42 | 49 | -7   |
| 16   | SpVgg Unterhaching  | 35  | 34 | 8  | 11 | 15 | 35 | 59 | -24  |
| 17   | Eintracht Francfort | 35  | 34 | 10 | 5  | 19 | 41 | 68 | -27  |
| 18   | VfL Bochum P        | 27  | 34 | 7  | 6  | 21 | 30 | 67 | -37  |

| Légende : Qualifications et relégations | Légende : Qualifications et relégations                                            |
| --------------------------------------- | ---------------------------------------------------------------------------------- |
|                                         | Ligue des Champions 2001-2002 (Phase de groupes)                                   |
|                                         | Ligue des Champions 2001-2002 (3e tour préliminaire)                               |
|                                         | Coupe UEFA 2001-2002 (1er tour)                                                    |
|                                         | Coupe Intertoto 2001 (3e tour)                                                     |
|                                         | Coupe Intertoto 2001 (2e tour)                                                     |
|                                         | Relégation en 2. Bundesliga                                                        |
|                                         | T : Tenant du titre 1999-2000 P : Promu en 1999-2000 C : Vainqueur de la DFB-Pokal |

### Matchs
| Résultats (▼dom., ►ext.)                                   | Lev | BMu | Dor | Fra | Cot | Col | Kai | Ham | Ros | Ber | M60 | Fri | Sch | Unt | Stu | Boc | Wol | Brê |
| Bayer Leverkusen                                           |     | 0-1 | 2-0 | 1-0 | 1-3 | 4-1 | 4-2 | 1-1 | 1-2 | 4-0 | 0-0 | 1-3 | 0-3 | 1-0 | 4-0 | 1-0 | 2-0 | 3-0 |
| Bayern Munich                                              | 2-0 |     | 6-2 | 1-2 | 2-0 | 1-1 | 2-1 | 2-1 | 0-1 | 4-1 | 3-1 | 1-0 | 1-3 | 3-1 | 1-0 | 3-2 | 3-1 | 2-3 |
| Borussia Dortmund                                          | 1-3 | 1-1 |     | 6-1 | 2-0 | 3-3 | 1-2 | 4-2 | 1-0 | 2-0 | 2-3 | 1-0 | 0-4 | 3-0 | 0-0 | 5-0 | 2-1 | 0-0 |
| Eintracht Francfort                                        | 1-3 | 0-2 | 1-1 |     | 1-0 | 1-5 | 3-1 | 1-1 | 4-0 | 0-4 | 1-0 | 3-0 | 0-0 | 3-0 | 2-1 | 3-0 | 1-2 | 1-2 |
| Energie Cottbus                                            | 1-2 | 1-0 | 1-4 | 2-0 |     | 0-2 | 0-2 | 4-2 | 1-0 | 3-0 | 2-3 | 0-2 | 4-1 | 1-0 | 2-1 | 2-0 | 0-0 | 3-1 |
| FC Cologne                                                 | 1-1 | 1-2 | 0-0 | 4-1 | 4-0 |     | 0-1 | 4-2 | 5-2 | 1-0 | 4-0 | 0-1 | 2-2 | 1-1 | 3-2 | 2-0 | 0-0 | 1-3 |
| FC Kaiserslautern                                          | 0-1 | 0-0 | 1-4 | 4-2 | 1-1 | 3-1 |     | 2-1 | 0-1 | 0-1 | 3-2 | 0-2 | 3-2 | 4-0 | 1-0 | 0-1 | 0-0 | 2-0 |
| Hambourg SV                                                | 1-3 | 1-1 | 2-3 | 2-0 | 2-1 | 1-1 | 1-1 |     | 2-1 | 1-2 | 2-2 | 5-0 | 2-0 | 1-1 | 2-2 | 3-0 | 3-2 | 2-1 |
| Hansa Rostock                                              | 2-1 | 3-2 | 1-2 | 0-2 | 1-0 | 2-1 | 1-0 | 1-0 |     | 0-2 | 0-0 | 0-0 | 0-4 | 2-2 | 1-1 | 2-0 | 1-1 | 5-2 |
| Hertha Berlin                                              | 1-1 | 1-3 | 1-0 | 3-0 | 3-1 | 4-2 | 2-4 | 4-0 | 1-0 |     | 3-0 | 2-2 | 0-4 | 2-1 | 2-0 | 4-0 | 1-3 | 4-1 |
| Munich 1860                                                | 1-0 | 0-2 | 1-0 | 2-2 | 0-1 | 3-1 | 0-4 | 2-1 | 2-1 | 0-1 |     | 3-1 | 1-1 | 0-2 | 2-1 | 2-4 | 2-2 | 2-1 |
| SC Fribourg                                                | 0-1 | 1-1 | 2-2 | 5-2 | 4-1 | 0-0 | 5-2 | 0-0 | 0-0 | 1-0 | 0-3 |     | 3-1 | 2-0 | 4-0 | 5-0 | 4-1 | 0-1 |
| Schalke 04                                                 | 0-0 | 3-2 | 0-0 | 4-0 | 3-0 | 2-1 | 5-1 | 0-1 | 2-0 | 3-1 | 2-0 | 0-0 |     | 5-3 | 2-1 | 2-1 | 2-1 | 1-1 |
| SpVgg Unterhaching                                         | 1-2 | 1-0 | 1-4 | 2-0 | 2-1 | 0-0 | 0-0 | 2-1 | 1-1 | 5-2 | 3-2 | 1-1 | 0-2 |     | 0-0 | 2-1 | 0-3 | 0-0 |
| VfB Stuttgart                                              | 4-1 | 2-1 | 0-2 | 4-1 | 1-0 | 0-3 | 6-1 | 3-3 | 1-0 | 0-1 | 2-2 | 0-0 | 1-0 | 2-2 |     | 1-1 | 2-1 | 2-1 |
| VfL Bochum                                                 | 3-2 | 0-3 | 1-1 | 2-1 | 1-0 | 2-3 | 0-1 | 0-4 | 1-2 | 1-3 | 1-1 | 1-3 | 1-1 | 3-0 | 0-0 |     | 2-1 | 1-2 |
| VfL Wolfsburg                                              | 2-0 | 1-3 | 1-1 | 3-0 | 1-1 | 6-0 | 4-0 | 4-4 | 2-1 | 2-1 | 0-1 | 1-2 | 2-0 | 6-1 | 2-2 | 0-0 |     | 1-1 |
| Werder Brême                                               | 3-3 | 1-1 | 1-2 | 1-1 | 3-1 | 2-1 | 1-2 | 3-1 | 3-0 | 3-1 | 2-0 | 3-1 | 2-1 | 0-0 | 1-0 | 2-0 | 2-3 |     |
| - Victoire à domicile - Match nul - Victoire à l'extérieur |     |     |     |     |     |     |     |     |     |     |     |     |     |     |     |     |     |     |

## Bilan de la saison
| Tableau d'Honneur |               |
| Compétition       | Vainqueur     |
| 1. Bundesliga     | Bayern Munich |
| DFB-Pokal         | Schalke 04    |
| Liga Pokal        | Bayern Munich |

| Qualifications européennes 2001-2002 |                                        |
| Ligue des champions                  | Qualifiés                              |
| Phase de groupes                     | Bayern Munich Schalke 04               |
| 3e tour préliminaire                 | Borussia Dortmund Bayer Leverkusen     |
| Coupe UEFA                           | Qualifiés                              |
| 1er tour                             | Hertha Berlin SC Fribourg Union Berlin |
| Coupe Intertoto                      | Qualifiés                              |
| 3e tour                              | Werder Brême VfL Wolfsburg             |
| 2e tour                              | Munich 1860                            |

| Promotions et relégations |                                                      |
| Relégués en 2. Bundesliga | Eintracht Francfort VfL Bochum SpVgg Unterhaching    |
| Promus de 2. Bundesliga   | Borussia Mönchengladbach FC Nuremberg FC Sankt Pauli |

## Statistiques

### Meilleurs buteurs
|   | Buteur          | Club             | Nb de buts |
| - | --------------- | ---------------- | ---------- |
| 1 | Sergej Barbarez | Hambourg SV      | 22         |
| 1 | Ebbe Sand       | Schalke 04       | 22         |
| 3 | Claudio Pizarro | Werder de Brême  | 19         |
| 4 | Michael Preetz  | Hertha Berlin    | 16         |
| 5 | Giovane Élber   | Bayern Munich    | 15         |
| 5 | Oliver Neuville | Bayer Leverkusen | 15         |

### Affluences
| Club                | Affluence moyenne  |
| ------------------- | ------------------ |
| Bayer Leverkusen    | 22 471 spectateurs |
| Bayern Munich       | 48 471 spectateurs |
| Borussia Dortmund   | 63 729 spectateurs |
| Eintracht Francfort | 29 694 spectateurs |
| Energie Cottbus     | 16 935 spectateurs |
| FC Kaiserslautern   | 39 404 spectateurs |
| FC Cologne          | 34 251 spectateurs |
| Hambourg SV         | 42 893 spectateurs |
| Hansa Rostock       | 15 129 spectateurs |
| Hertha Berlin       | 40 337 spectateurs |
| Munich 1860         | 26 971 spectateurs |
| SC Fribourg         | 24 882 spectateurs |
| Schalke 04          | 45 623 spectateurs |
| SpVgg Unterhaching  | 10 906 spectateurs |
| VfB Stuttgart       | 26 657 spectateurs |
| VfL Bochum          | 19 603 spectateurs |
| VfL Wolfsburg       | 15 599 spectateurs |
| Werder de Brême     | 30 042 spectateurs |
| Total               | 30 755 spectateurs |